# Schönsee

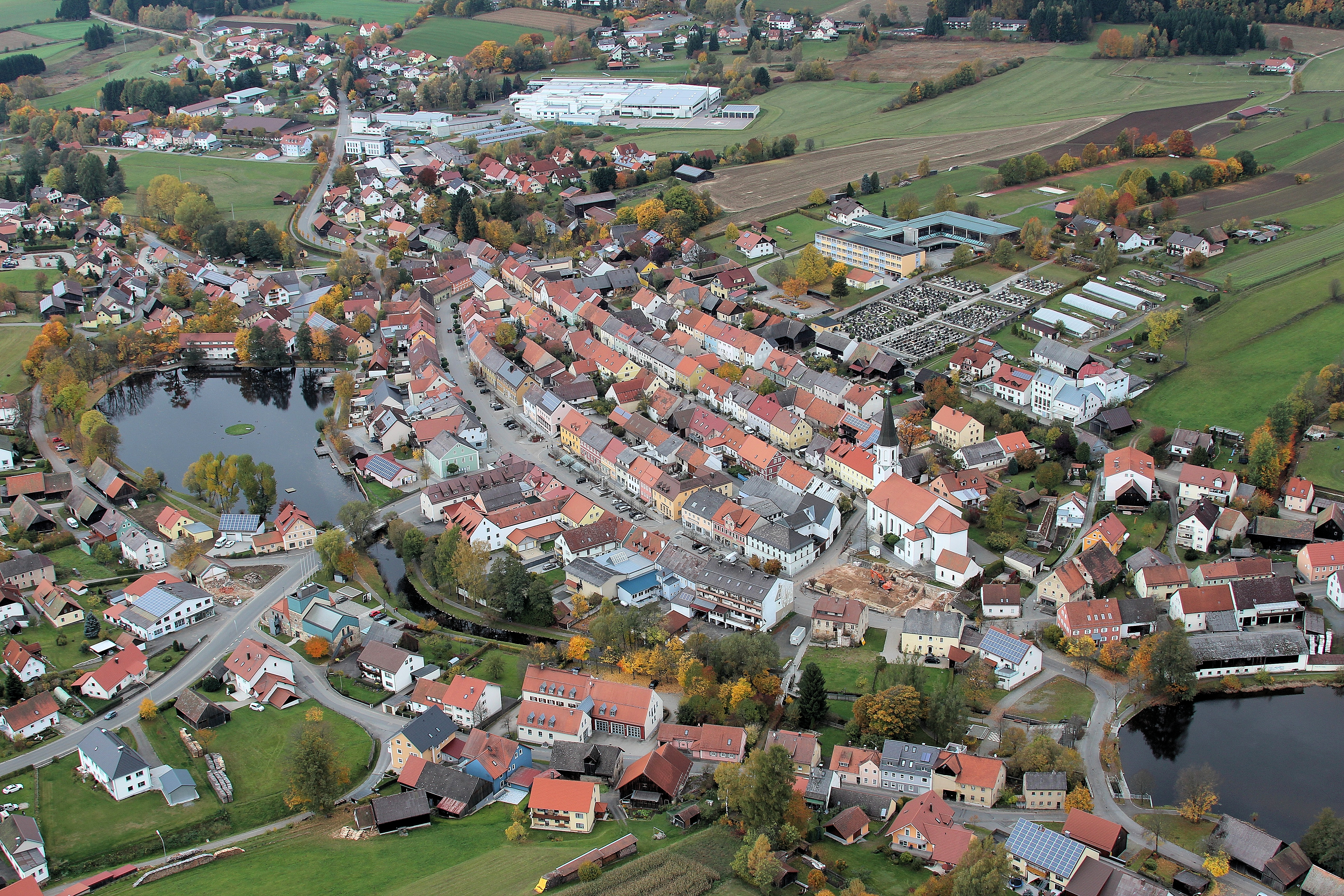
Schönsee (2017)

Schönsee ist eine Stadt im Nordosten des Oberpfälzer Landkreises Schwandorf in Bayern.

## Geographie

### Geographische Lage
Die Stadt im Oberpfälzer Wald liegt nahe der Grenze zwischen Deutschland und Tschechien in Nachbarschaft der Stadt Hostouň (Hostau) in Westböhmen im Tal der Ascha, die über die Schwarzach und Naab in die Donau fließt, eingebettet zwischen dem 808,6 m hohen Stückberg und dem Drechselberg (836 m ü. NHN). Wenige Kilometer östlich von Schönsee befindet sich der Weingartnerfels. Mit 896,6 Metern ist er die höchste Erhebung im Landkreis. Dort wurde 1984 ein 30 m hoher Aussichtsturm, der Böhmerwaldturm errichtet. Schönsee liegt im Naturpark Oberpfälzer Wald.

### Nachbargemeinden
Die Nachbargemeinden (im Uhrzeigersinn) sind: Eslarn, Rybník nad Radbuzou, Stadlern, Weiding (Landkreis Schwandorf), Winklarn (Oberpfalz) und Oberviechtach.
| Oberviechtach 13 km | Eslarn 9 km                                 | Rybník nad Radbuzou 14 km |
| Oberviechtach 13 km | Kompassrose, die auf Nachbargemeinden zeigt | Stadlern 7 km             |
| Winklarn 13 km      | Weiding 4 km                                | Stadlern 7 km             |

### Gemeindegliederung
Die Gemeinde hat 24 Gemeindeteile (in Klammern ist der Siedlungstyp angegeben):
- Bügellohe (Wüstung)[4]
- Dietersberg (Einöde)
- Dietersdorf (Kirchdorf)
- Eulenberg (Einöde)
- Friedrichshäng (Dorf)
- Gaisthal (Kirchdorf)
- Gaisthalerhammer (Weiler)
- Johannismühle (Einöde)
- Josephsthal (Einöde)
- Laub (Dorf)
- Lindau (Dorf)
- Muggenthal (Einöde)
- Plößerlohe (Wüstung)[4]
- Polster (Weiler)
- Rackenthal (Dorf)
- Rosenhof (Weiler)
- Rosenthal (Weiler)
- Schallerhammer (Wüstung)[4]
- Schönsee (Hauptort)
- Schwand (Dorf)
- Stückhäusl (Weiler)
- Wagnermühle (Wüstung)[4]
- Weberhäuser (Weiler)
- Ziegelhütte (Einöde)

Buchenberg, Grünthal, Hintere Lindau und Lilienthal sind sonstige Wohnplätze.

## Geschichte
1329 taucht der Ortsname Schönsee, damals im Nordgau gelegen, in einer Besitzurkunde der Herren von Hostau im Zusammenhang mit der Stadt Hostau (Hostoun) als ein Ort in Erbuntertänigkeit auf, als im Böhmerwaldgebiet im Siedlungsgebiet der westslawischen Choden seit ca. 200 Jahre deutsche Neusiedler Ortschaften gründeten.  Seit 1350 stand Schönsee unter der Lehensherrschaft der Landgrafen von Leuchtenberg und wurde 1354 eine Marktgemeinde in der Oberpfalz. Am 874 m hohen Reichenstein fand man im 14. Jahrhundert Gold. 1514 verkauften Ulrich, Jörgen und Sebastian von Waldow das Schloss Reichenstein, heute als Burgruine Reichenstein erhalten, und die Stadt Schönsee für 3900 rheinische Gulden an Jobst Schlüsselfelder, Hans Reich und Hieronymus Hollfelder. In diese Zeit fiel die Verleihung der Stadtrechte und die Erteilung eines Stadtwappens mit einem Seerosenstock.
Im 15. und 16. Jahrhundert wurden im Schönseer Land Eisenhämmer betrieben; Köhler schwelten die dafür benötigte Holzkohle in der waldreichen Umgebung. Im Jahr 1530 war Hans von Fuchs von Wallburg Inhaber der erbuntertänigen Herrschaft Reichenstein-Schönsee. Als sich nach dem Augsburger Reichs- und Religionsfrieden des Jahres 1555 der pfälzische Kurfürst Ottheinrich von Pfalz-Neuburg dem evangelisch-lutherischen Bekenntnis angeschlossen hatte, wurde Schönsee für drei Generationen Anhänger der Lehre des Reformators Martin Luther.

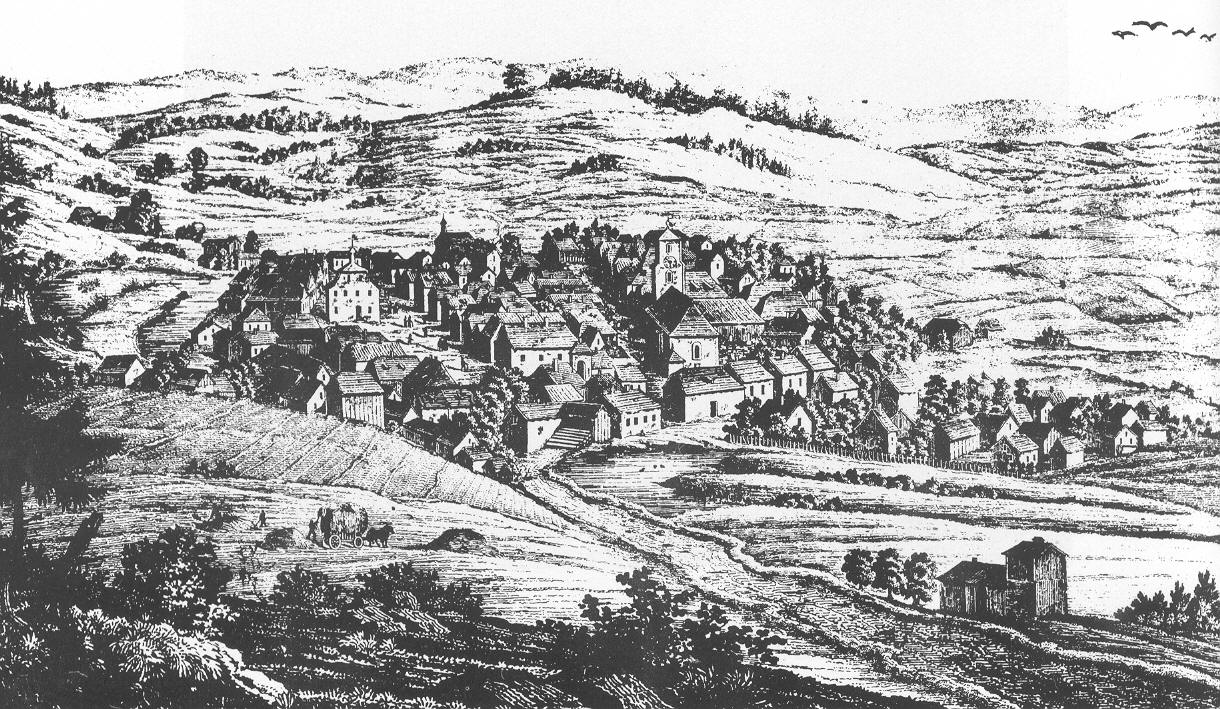
Schönsee um 1700

In der Zeit des Dreißigjährigen Krieges während der Rekatholisierung in Bayern fielen zweimal evangelisch-lutherische Schweden ein; von den Brandschatzungen in Schönsee blieb auch die Kirche nicht verschont. Im Jahr 1641 kamen Schönsee und eine Reihe weiterer Orte in der Umgebung an die Gefürstete Grafschaft Störnstein, verblieben dort bis zum Jahr 1807 und wurden nach der Säkularisation in Bayern durch das Kurfürstentum Bayern an das neu entstandene Königreich Bayern verkauft. In der Mitte des 19. Jahrhunderts zur Zeit der Bauernbefreiung in Bayern aus der Erbuntertänigkeit und der beginnenden Industrialisierung ereignete sich in Schönsee 1868 eine Brandkatastrophe. Die Stadt wurde wieder aufgebaut und gehört seit Ende des Ersten Weltkriegs und der Novemberrevolution von 1918 zum Freistaat Bayern.
Zu Beginn des 19. Jahrhunderts lösten Glasschleifereien die Eisenhämmer ab. Neue Erwerbsmöglichkeiten taten sich Anfang des 20. Jahrhunderts auf, als in Schönsee eine Klöppelschule eröffnet wurde. Das hohe Qualitätsniveau der Spitzen hält bis heute an. Der Fall des Eisernen Vorhangs und die Öffnung der Grenze 1993 zu Tschechien befreite das Schönseer Gebiet aus seiner Zonenrandlage.
Heute hat der Tourismus in Schönsee als Erwerbsquelle eine besondere Bedeutung. Außer der einheimischen Gastronomie und den Park-Anlagen hat die Stadt Sport- und Freizeitanlagen und eine weitgehend intakte, umgebende Naturlandschaft mit 120 km markierten, örtlichen Wanderwegen, überregionalen Wegen, wie dem E6 und geführte grenzüberschreitende Wander- und Radtouren im oberpfälzer- und böhmischen Grenzgebiet zu Tschechien. Für Wohnmobil-Inhaber wurde ein Abstellplatz am Freibad der Stadt eingerichtet.
Im Schönseer Land hat die Kunst des Spitzenklöppelns eine alte Tradition und setzt die Tradition aus dem ehemaligen Weißensulz im Gerichtsbezirk Hostau fort. Es werden Wochen- und Wochenendkurse für Urlauber und Einheimische angeboten, um dieses Kunsthandwerk zu erlernen und zu erhalten. In Zusammenarbeit mit dem Deutschen Klöppelverband e. V. in Übach-Palenberg werden Ausstellungen vorbereitet und durchgeführt. Das Kaufhaus Köck in Schönsee bietet mit einer Klöppelspitzenausstellung und Kaufmöglichkeit einen Überblick.

### Eingemeindungen
Im Jahr 1945 oder 1946 wurden Teile der Gmeinsrieth und Pirkhof eingegliedert. Im Zuge der Gebietsreform in Bayern kamen am 1. Januar 1972 Dietersdorf und Schwand hinzu. Gaisthal folgte am 1. Januar 1975.

### Einwohnerentwicklung
Zwischen 1988 und 2018 sank die Einwohnerzahl von 2730 auf 2447 um 283 Einwohner bzw. um 10,4 %.
Einwohnerentwicklung in der Gemeinde Schönsee unter Berücksichtigung der Eingemeindungen:
| Jahr      | 1840 | 1871 | 1900 | 1925 | 1939 | 1950 | 1961 | 1970 | 1987 | 1991 | 1995 | 2005 | 2010 | 2015 |
| Einwohner | 2959 | 3209 | 2982 | 2861 | 2486 | 3260 | 2794 | 2957 | 2697 | 2982 | 2859 | 2739 | 2679 | 2439 |

## Bilder

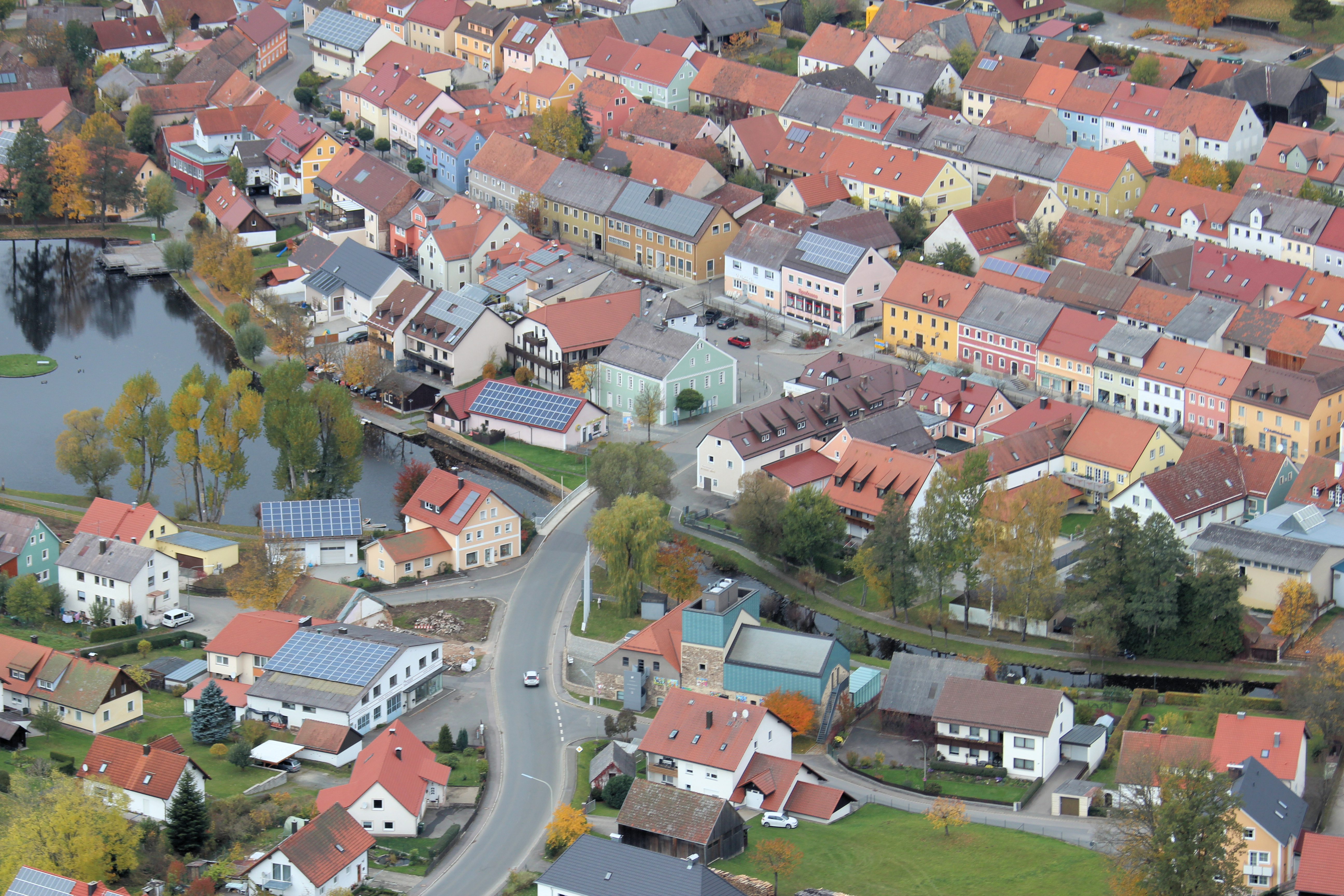
Stadtkern (2017)
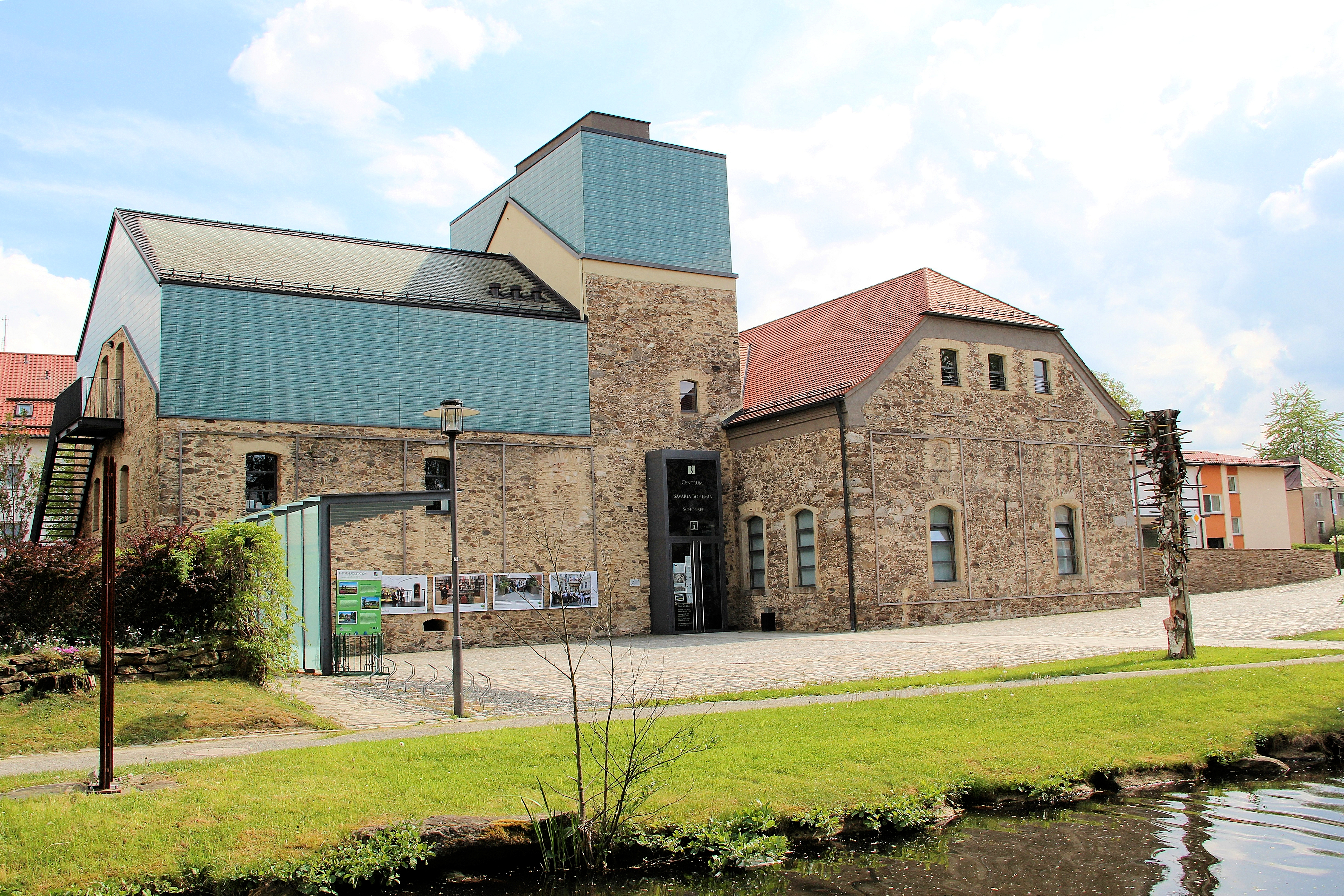
Centrum Bavaria Bohemia, CeBB (2018)
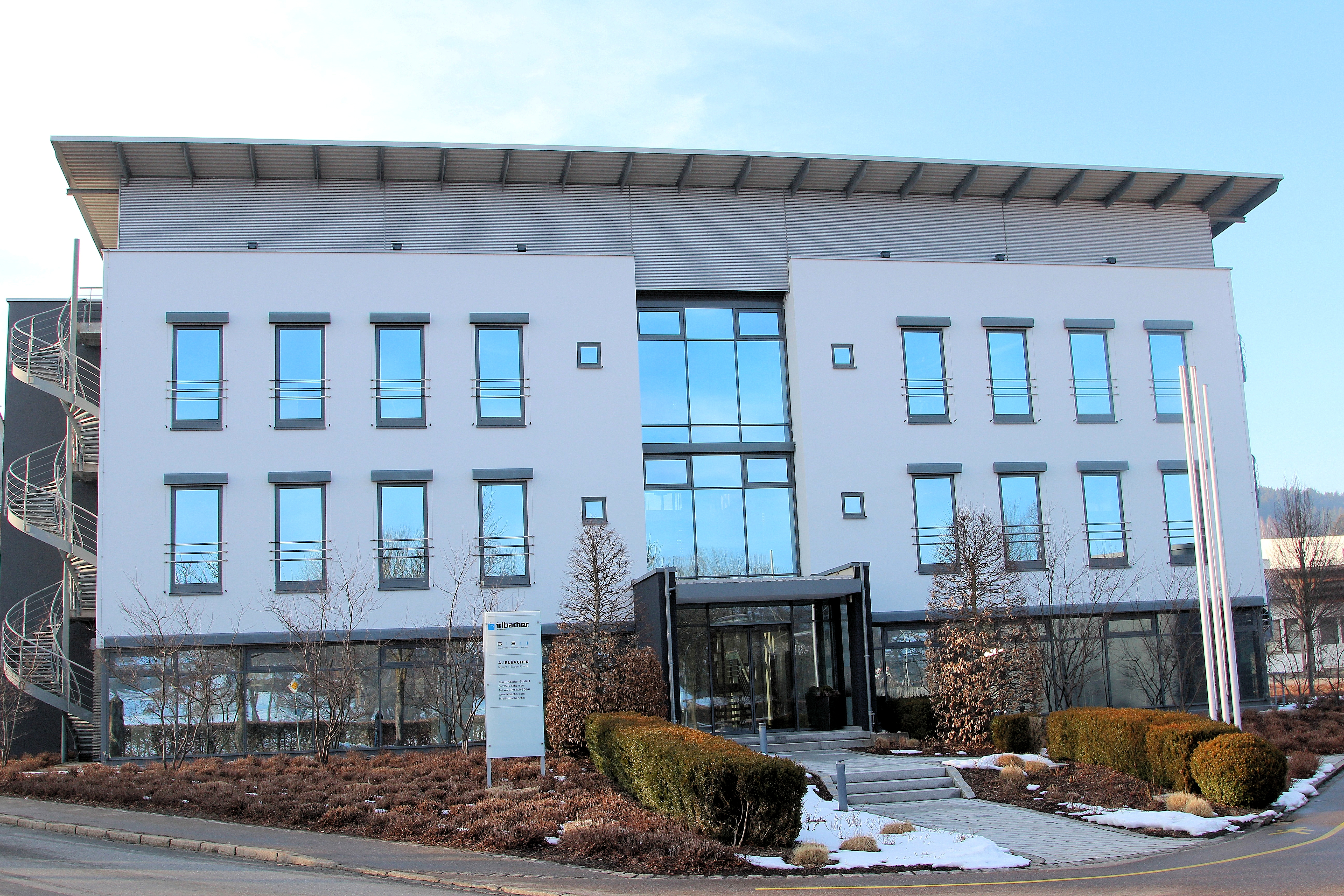
Verwaltungsgebäude Firma Irlbacher (2018)
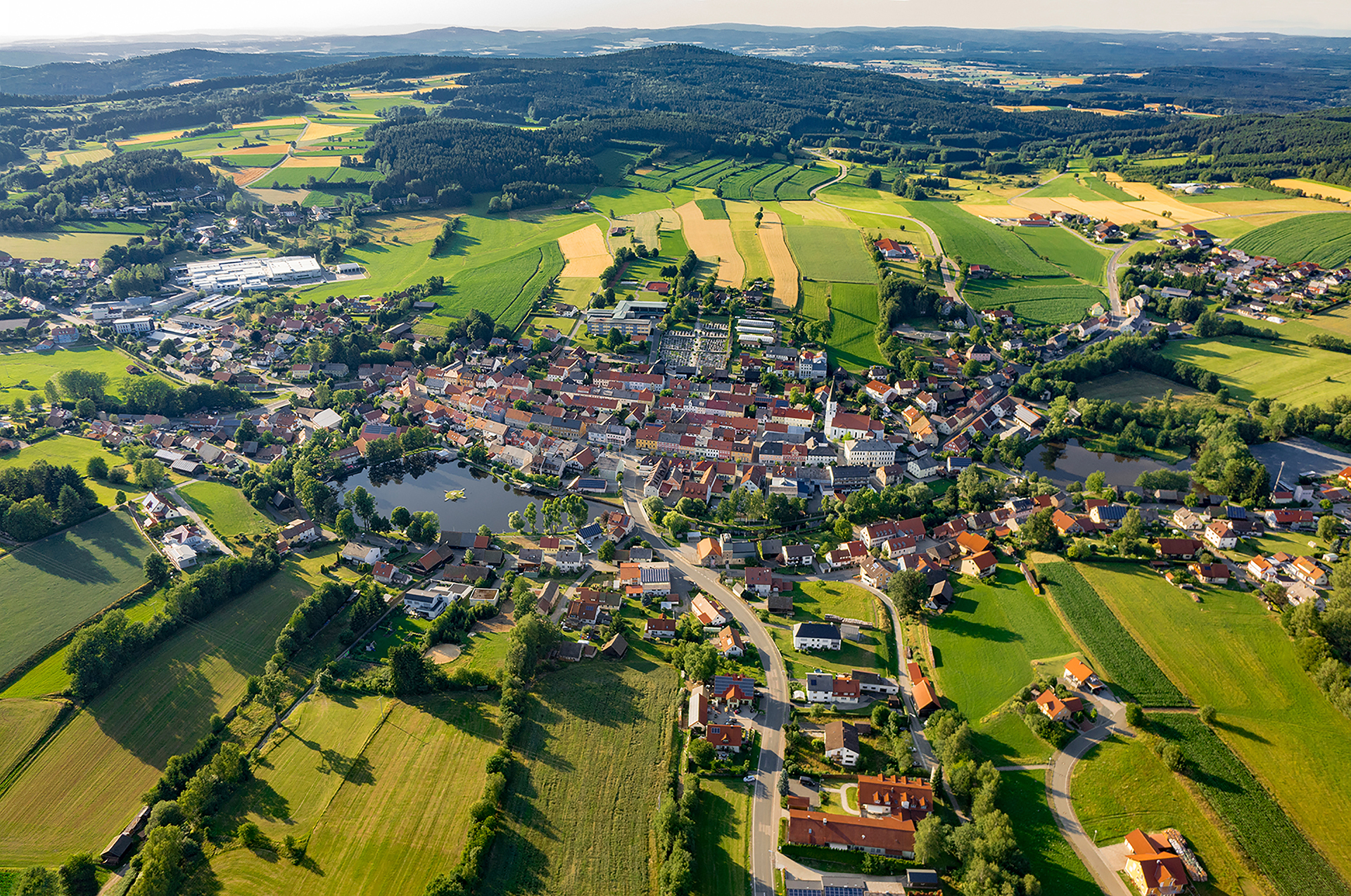
Schönsee (2017)
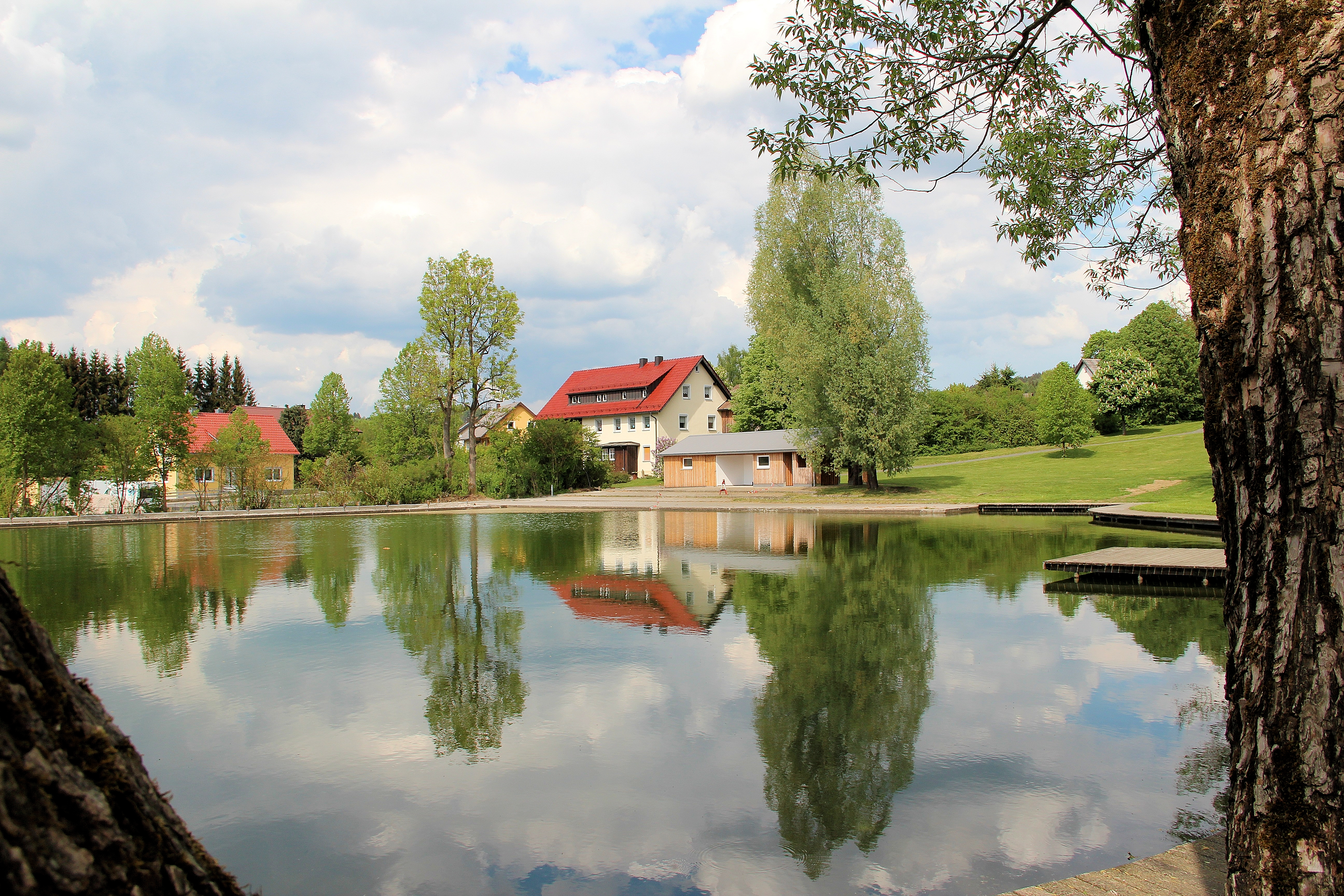
Moorbad (2018)
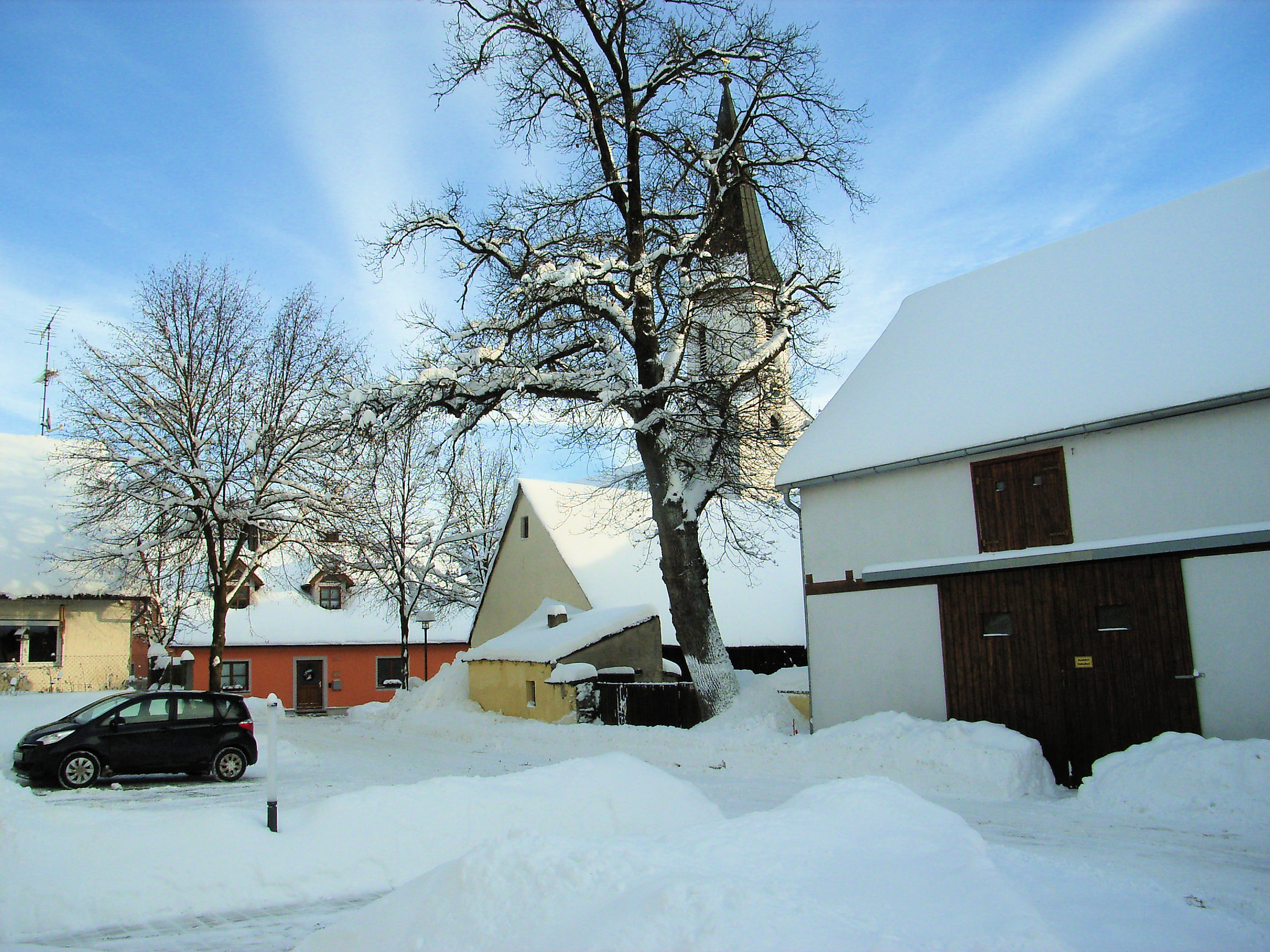
Schönsee im Winter (2012)

## Politik

### Stadtrat
Schönsee hat einen vierzehnköpfigen Gemeinderat. Die Gemeinderatswahlen 2014 und 2020 führten zu folgendem Ergebnissen:
| Liste / Partei                                 | 2020  | 2020  | 2014 | 2014  |
| Liste / Partei                                 | %     | Sitze | %    | Sitze |
| Christlich-Soziale Union in Bayern (CSU)       | 28,28 | 4     | 35,3 | 5     |
| SPD                                            | 04,30 | 1     | –    | –     |
| Freie Wählergemeinschaft Schönsee und Umgebung | 29,41 | 4     | 23,5 | 3     |
| Bürgerliste Miteinander                        | 17,49 | 2     | –    | –     |
| Freie Wählergemeinschaft Gaisthal-Rackenthal   | 10,42 | 2     | 12,4 | 2     |
| Freie Wählergruppe Schönsee-Ost                | 10,00 | 1     | –    | –     |
| Freie Wählergruppe verschiedener Gemeinden     | –     | –     | 18,3 | 3     |
| SPD/Freie Wählergemeinschaft (FWG)             | –     | –     | 10,6 | 1     |

Zusätzlich gehört dem Gemeinderat der Bürgermeister an.

### Bürgermeister
Bürgermeister ist Reinhard Kreuzer.

### Verwaltung
Mit Stadlern und Weiding ist Schönsee Teil der Verwaltungsgemeinschaft Schönsee.

### Wappen
|                                            | Blasonierung: „In Silber ein aus dem linken Schildrand wachsender, waagrechter, grüner Seerosenstock mit drei grünen Blättern.“ |
| Das Wappen stammt aus dem 15. Jahrhundert. | |

### Gemeindepartnerschaft
Schönsee hat mit den Nachbargemeinden Stadlern und Weiding eine Partnerschaft mit der etwa 18 km östlich liegenden Stadt Poběžovice in Tschechien geschlossen.

## Sehenswürdigkeiten, Kultur, Freizeit

### Katholische Stadtpfarrkirche St. Wenzeslaus

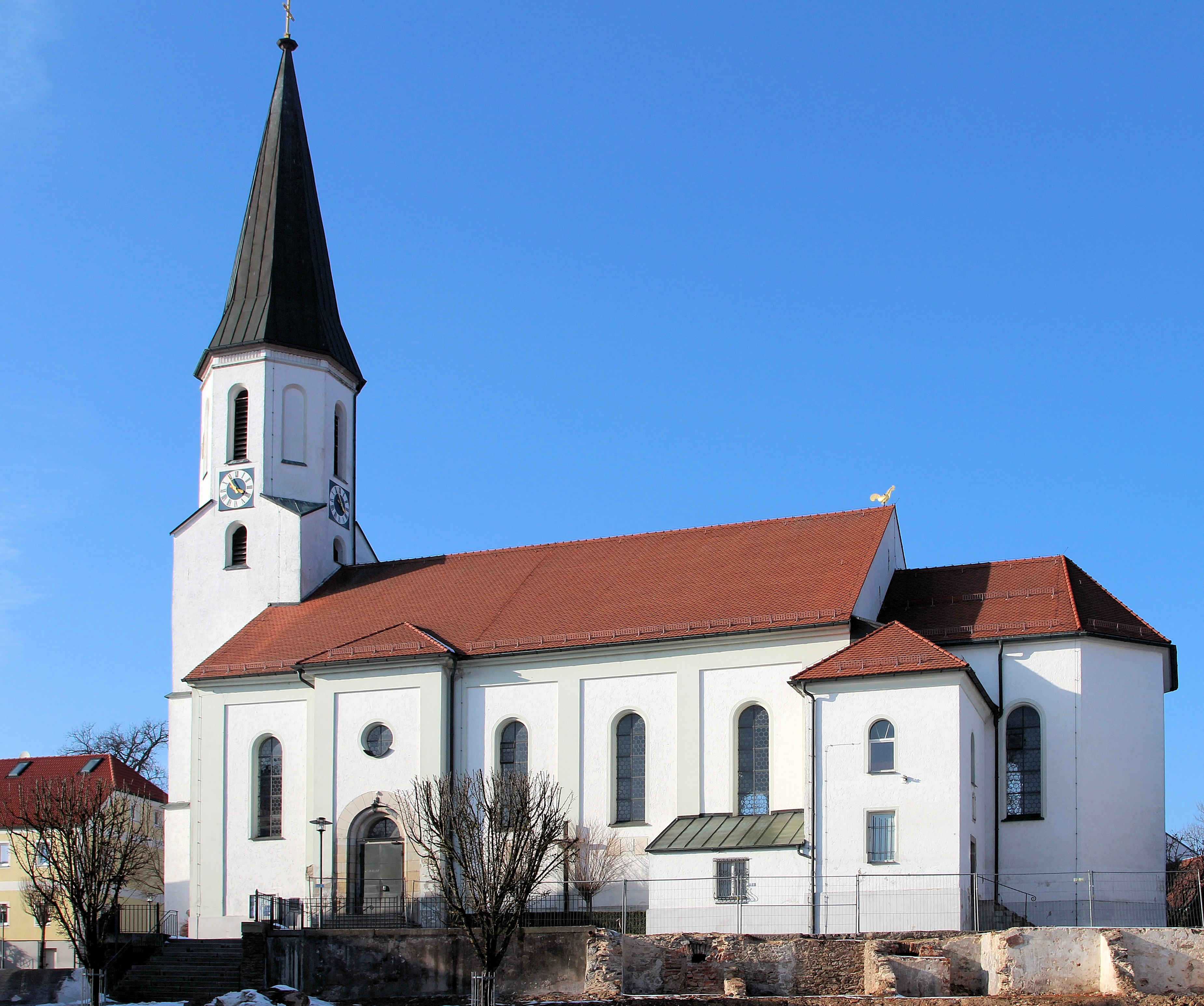
St. Wenzeslaus

Die Pfarrei Schönsee wird im Pfarreienverzeichnis um 1350 als Schünsee geführt. Vermutlich hat es jedoch bereits im 12. Jahrhundert eine romanische Kirche gegeben. Hierüber gibt es leider keine Aufzeichnungen. Insgesamt drei Brände zerstörten das Schönseer Gotteshaus. Zum ersten Mal wurde die Kirche durch die in die ganze Oberpfalz einfallenden Hussiten 1431 zerstört und in Brand gesetzt. Am 12. Februar 1641 brannte die Kirche während des Dreißigjährigen Krieges ein zweites Mal zusammen mit dem Turm ab. Beim großen Stadtbrand 1867 brannte die Kirche erneut. Der Wiederaufbau des Gotteshauses erfolgte von 1868 bis 1874 durch Handwerker und Künstler aus der Region. Die letzte umfassende Innenrenovierung fand 1997 statt. Das derzeitige Aussehen verdankt die Kirche dieser Innenrenovierung. Der größte Teil der Ausstattung stammt aus der Zeit nach 1874. Zum Teil konnten Figuren aus der alten Kirche vor den Flammen gerettet und in die neue Kirche integriert werden. Heute ist die Schönseer Stadtpfarrkirche St. Wenzeslaus ein lichtdurchflutetes Gotteshaus einfacher Ausstattung aus dem 19. Jahrhundert.
Orgel
Am 7. Oktober 2007 wurde die neue Orgel der Orgelbaufirma Sandtner aus Dillingen eingeweiht. Die Orgel hat 28 klingende Register auf zwei Manualen und Pedal.

### CeBB
Seit März 2006 besteht im ehemaligen Kommunbräuhaus der Stadt Schönsee das Centrum Bavaria Bohemia (CeBB) ein bayerisch-böhmisches Kulturzentrum zur Förderung grenzüberschreitender deutsch-tschechischer Beziehungen mit Ausstellungen u. a. für Klöppelspitzen, Konzerte, Lesungen und sonstige Veranstaltungen.

### Wandern und Radfahren
Durch Schönsee führt der Bayerisch-Böhmische Freundschaftsweg.
Er verbindet die Städte Nabburg und Horšovský Týn.
Vom ehemaligen Bahnhof Schönsee verläuft er als Rad- und Wanderweg auf der ehemaligen Eisenbahnlinie von Schönsee nach Nabburg.
Der Aschatal-Radweg verläuft von Schönsee aus durch das wildromantische Tal der Ascha bis nach Neunburg vorm Wald.

## Verkehr
Von Schönsee aus führen Verbindungsstraßen in die umliegenden Städte Oberviechtach, Rötz, Waldmünchen sowie zur Grenzgemeinde Waidhaus. Hier besteht Anschluss an die Bundesautobahn 6 (Entfernung 14 km). Der nächste Bahnhof befindet sich 30 km westlich in der Stadt Nabburg. Über Nabburg ist Schönsee mit der A 93 verbunden. Die Bahnstrecke Nabburg–Schönsee ist stillgelegt.

## Persönlichkeiten
- Matthias Wellnhofer (1887–1959), Byzantinist und Bibliothekar

## Belege
1. ↑  Gemeinden, Kreise und Regierungsbezirke in Bayern, Einwohnerzahlen am 31. Dezember 2023; Basis Zensus 2022 (Hilfe dazu)
2. ↑  Gemeinde Schönsee in der Ortsdatenbank der Bayerischen Landesbibliothek Online. Bayerische Staatsbibliothek, abgerufen am 18. April 2021.
3. ↑  Gemeinde Schönsee, Liste der amtlichen Gemeindeteile/Ortsteile im BayernPortal des Bayerischen Staatsministerium für Digitales, abgerufen am 20. Dezember 2021.
4. 1 2 3 4  Einwohnermeldeamt Schönsee, 12. Dezember 2012
5. ↑  Wilhelm Volkert (Hrsg.): Handbuch der bayerischen Ämter, Gemeinden und Gerichte 1799–1980. C. H. Beck, München 1983, ISBN 3-406-09669-7, S. 544 f.
6. ↑  Statistisches Bundesamt (Hrsg.): Historisches Gemeindeverzeichnis für die Bundesrepublik Deutschland. Namens-, Grenz- und Schlüsselnummernänderungen bei Gemeinden, Kreisen und Regierungsbezirken vom 27.5.1970 bis 31.12.1982. W. Kohlhammer, Stuttgart / Mainz 1983, ISBN 3-17-003263-1, S. 667 (Statistische Bibliothek des Bundes und der Länder [PDF; 41,1 MB]).
7. ↑  Datenbank Statistikdaten Bayern
8. ↑  Gemeinderatswahl - Kommunalwahlen 2020 in der Stadt Schönsee - Gesamtergebnis. Abgerufen am 30. Dezember 2020.
9. ↑  Bayerisches Landesamt für Statistik und Datenverarbeitung – Kommunalwahlen
10. ↑  Mitglieder des Stadtrates auf vg-schoensee.de, abgerufen am 11. Mai 2020
11. ↑  Wappen von Schönsee in der Datenbank des Hauses der Bayerischen Geschichte
12. ↑  Weitere Informationen zur Orgel